# Бисерка Петрова
Бисерка Борова Петрова е български политик, народен представител от парламентарната група на РЗС в XLI народно събрание, от септември 2009 година е независим народен представител.

## Биография
Бисерка Петрова е родена на 22 януари 1977 година в град Михайловград, България. Завършила е специалностите „Психология“ и „Право“ в Нов български университет – София. През 2003 година става юрисконсулт а през 2008 година нотариус.
На парламентарните избори през 2009 година е избрана за народен представител от листата на РЗС, от месец септември 2009 година е независим народен представител. От юли до декември 2009 година е Секретар на ПГ на Парламентарна група на Ред, законност и справедливост.

### Парламентарна дейност
- XLI народно събрание – временен парламентарен секретар (14 юли 2009 – 29 юли 2009)
- XLI народно събрание – парламентарен секретар (от 29 юли 2009)
- Парламентарна група на Ред, законност и справедливост – секретар на ПГ (14 юли 2009 – 9 декември 2009)
- Независими – член (от 9 декември 2009)
- Комисия по правата на човека, вероизповеданията, жалбите и петициите на гражданите – член (от 29 юли 2009)
- Комисия по здравеопазването – член (от 29 юли 2009)
- Група за приятелство България – Австралия – член (от 23 октомври 2009)
- Група за приятелство България – Бразилия – член (от 23 октомври 2009)
- Група за приятелство България – Великобритания – член (от 23 октомври 2009)
- Група за приятелство България – Германия – член (от 23 октомври 2009)
- Група за приятелство България – Израел – член (от 23 октомври 2009)
- Група за приятелство България – Индия – член (от 23 октомври 2009)
- Група за приятелство България – Испания – член (от 23 октомври 2009)
- Група за приятелство България – Италия – член (от 23 октомври 2009)
- Група за приятелство България – Китай – член (от 23 октомври 2009)
- Група за приятелство България – Мексико – член (от 23 октомври 2009)
- Група за приятелство България – Португалия – член (от 23 октомври 2009)
- Група за приятелство България – Русия – член (от 23 октомври 2009)
- Група за приятелство България – Словения – член (от 23 октомври 2009)
- Група за приятелство България – САЩ – член (от 23 октомври 2009)
- Група за приятелство България – Сърбия – член (от 23 октомври 2009)
- Група за приятелство България – Тайланд – член (от 23 октомври 2009)
- Група за приятелство България – Турция – зам.-председател (от 23 октомври 2009)
- Група за приятелство България – Унгария – член (от 23 октомври 2009)
- Група за приятелство България – Филипини – зам.-председател (от 23 октомври 2009)
- Група за приятелство България – Франция – член (от 23 октомври 2009)
- Група за приятелство България – Холандия – член (от 23 октомври 2009)
- Група за приятелство България – Черна гора – член (от 23 октомври 2009)
- Група за приятелство България – Чили – член (от 23 октомври 2009)
- Група за приятелство България – Швейцария – член (от 23 октомври 2009)
- Група за приятелство България – Република Южна Африка – член (от 23 октомври 2009)
- Група за приятелство България – Япония – член (от 23 октомври 2009)

#### Внесени законопроекти
- Законопроект за допълнение на Закона за устройството на държавния бюджет
- Законопроект за изменение и допълнение на Закона за здравето
- Законопроект за изменение и допълнение на Закона за избиране на Велико народно събрание
- Законопроект за изменение и допълнение на Закона за корпоративното подоходно облагане
- Законопроект за изменение и допълнение на Закона за нотариусите и нотариалната дейност
- Законопроект за изменение и допълнение на Закона за пряко участие на гражданите в държавната власт и местното самоуправление
- Законопроект за изменение и допълнение на Закона за събранията, митингите и манифестациите
- Законопроект за изменение и допълнение на Закона за съдебната власт
- Законопроект за изменение и допълнение на Закона за уреждане правата на граждани с многогодишни жилищно-спестовни влогове
- Законопроект за изменение и допълнение на Закона за хазарта
- Законопроект за изменение и допълнение на Кодекса за социално осигуряване
- Законопроект за изменение и допълнение на Конституцията на Република България
- Законопроект за изменение и допълнение на Наказателния кодекс
- Законопроект за изменение и допълнение на Наказателно-процесуалния кодекс